# Acustico (Rancore & DJ Myke)
Acustico è un EP di Rancore e DJ Myke con la partecipazione dei Bartender, pubblicato nel 2010.

## Tracce
1. California Roll – 1:50
2. Un incidente – 3:24
3. Disney inferno – 4:40
4. Invisibile – 5:01
5. Il mio quartiere – 3:39
6. Sistema intelligente – 3:49
7. Squarta lo skit – 1:21
8. I complimenti – 4:25